# Bothriocline
Bothriocline é um género botânico pertencente à família Asteraceae.